# 中高記念館
中高記念館（ちゅうこうきねんかん）は、愛知県稲沢市国府宮2丁目7-17にある建築物。
「中高」とは中島郡高等小学校を意味し、中島郡高等小学校の正面玄関に相当する建物である。明治中期の学校建築の遺構として貴重な建築物とされ、稲沢市に現存する近代洋風建築としては最も古い建築物とされる。

## 歴史

### 禅源寺時代（1880年～1912年）

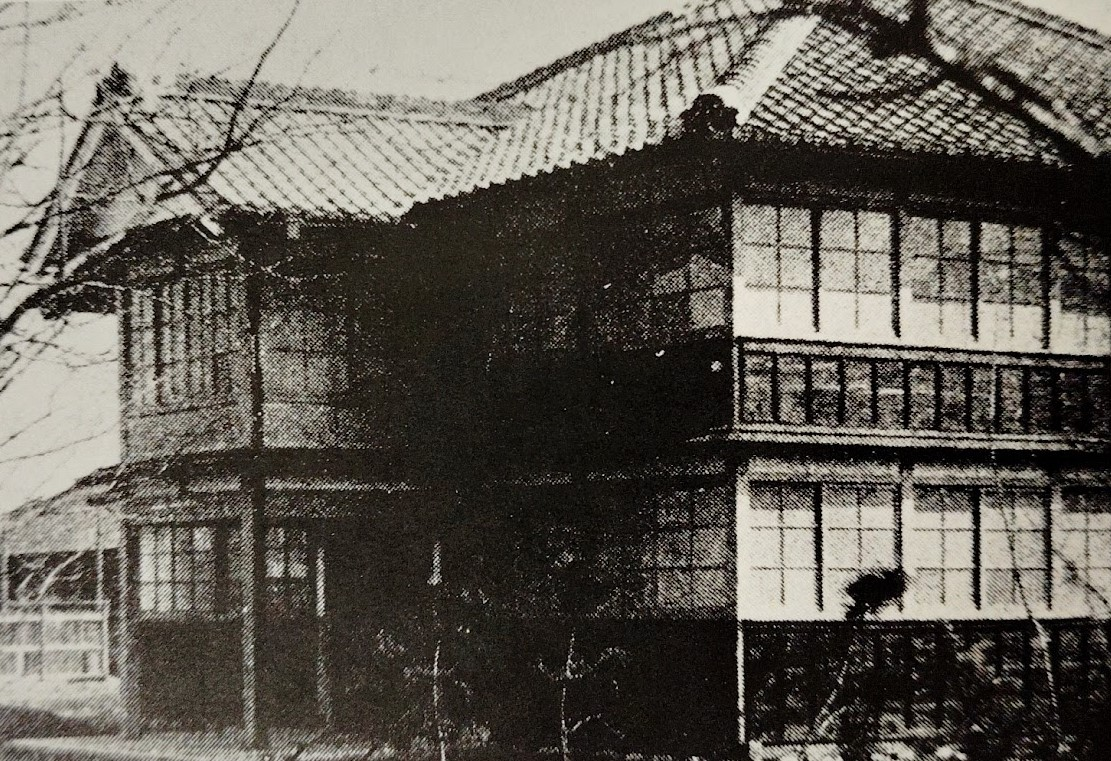
禅源寺時代の中島郡高等小学校

中高記念館は、1880年（明治13年）10月17日に中島郡稲葉村禅源山（現・稲沢市稲葉1丁目）の禅源寺付近に建築された。どのような用途で建てられたかは定かでなく、設計者も不詳である。
1887年（明治20年）4月、この建物を用いて中島郡高等小学校（現・稲沢市立稲沢西小学校）が開校した。これが記録に残る最初の利用である。後の中高記念館は中島郡高等小学校の正面玄関にあたる建物であり、数回移築されたこともあって元来の姿は不明だが、創立以来学校の中枢建物として利用されてきた。
著名な卒業生としては1891年（明治24年）3月卒業の大角岑生（後の海軍大将・海軍大臣）などがおり、大角の同級生には第7代山田市三郎（後の稲沢銀行頭取）がいた。中島郡高等小学校には寄宿舎も設けられており、後に社会的な成功を遂げる人物を多数輩出している。
1891年（明治24年）10月28日の濃尾地震で倒壊したが、その後、元のままで再建された。
1892年（明治25年）、学制の改制があり名称を中島郡高等小学校から稲沢高等小学校と改称。1906年（明治39年）5月10日には稲沢町など1町7村が合併して新たに稲沢町が発足し、1907年（明治40年）1月1日には稲沢町立稲沢高等小学校が発足した。

### 高御堂時代（1912年～1940年）
1912年（明治45年）1月、稲沢町大字高御堂（現・稲沢市高御堂）に移築され、稲沢町役場に利用された。同時に稲沢町立稲沢高等小学校も高御堂に移転しており、2階の一室は稲沢高等小学校の裁縫室に使用された。
1929年（昭和4年）、別地点に稲沢町役場が新設されると同時に、再び稲沢高等小学校が引き継いだ。

### 稲沢中学校時代（1940年～1960年）

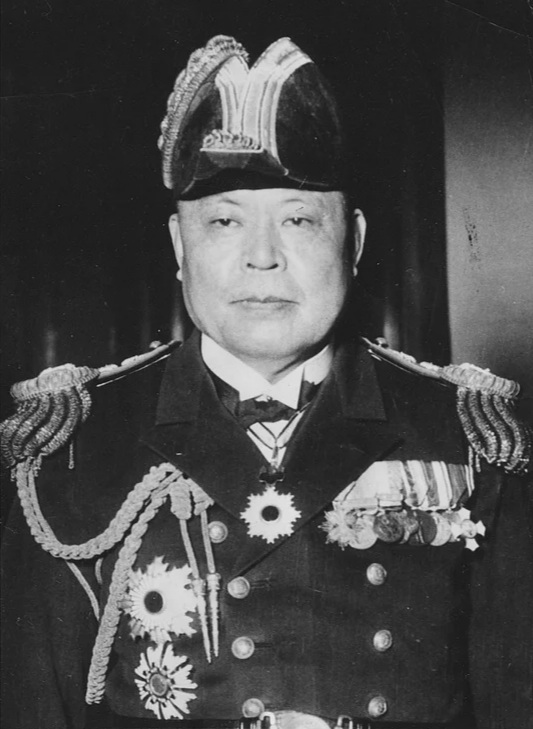
移築と保存に携わった大角岑生

その後、稲沢町農会や宮田用水によって使用された時期もあった。
創立50周年祝典のおり、建物が腐朽していくのをおそれた関係者が中高記念保存会を組織し、第3回の卒業生である大角岑生（元海軍大将・海軍大臣）を総裁として、後の稲沢市立稲沢中学校の敷地内への移転と保存事業を計画。
1939年（昭和14年）5月に地鎮祭を執行し、中高記念館と名前を改めて工事を進め、翌1940年（昭和15年）10月に竣工した。
一時宿直室などに使用されていたが、1957年（昭和32年）7月には愛知県の中島地方駐在員室となった。

### 国府宮2丁目時代（1960年～現在）
1960年（昭和35年）11月、稲沢市小池正明寺町北反田35（現・国府宮2丁目7-17）に移築され、稲沢市教育委員会事務局が使用していた。尾張大國霊神社（国府宮）の参道に面した場所にある。
1970年（昭和45年）には稲沢市稲府町に稲沢市役所新庁舎が竣工し、教育委員会は新庁舎に移転したため、福田悪水土地改良区や稲沢市役所北出張所などが入っていた。

### 文化財としての活用
中高記念館は明治中頃の学校建築の遺構として由緒ある貴重な建造物であり、1975年（昭和50年）4月1日に稲沢指定第30号として、稲沢市有形文化財に指定された。
1976年（昭和51年）2月から3月と、1977年（昭和52年）10月から1978年（昭和53年）3月までの2期に分けて保存修理が実施された。1978年（昭和53年）6月24日から7月1日にかけて、郷土資料館の開館記念展が開催された。1階の第1展示室には中島郡高等小学校の卒業証や教科書などが、第2展示室には稲沢市域で出土した土器や須恵器などが、2階の第3展示室には提灯や蠅取りなどの生活用具が展示された。
明治期の風格と郷土史に触れる機会を設けるために、稲沢まつりにおける文化財展(特別展)の会場として、年一回程度一般公開されている。2012年（平成24年）10月18日から21日まで、中高記念館で尾張国分寺跡などの出土物を展示する文化財展が催された。
2022年（令和4年）10月の特別公開時には少年時代を稲沢市で過ごした漫画家の佐藤まさあきの特別展が開催された。

## 建築

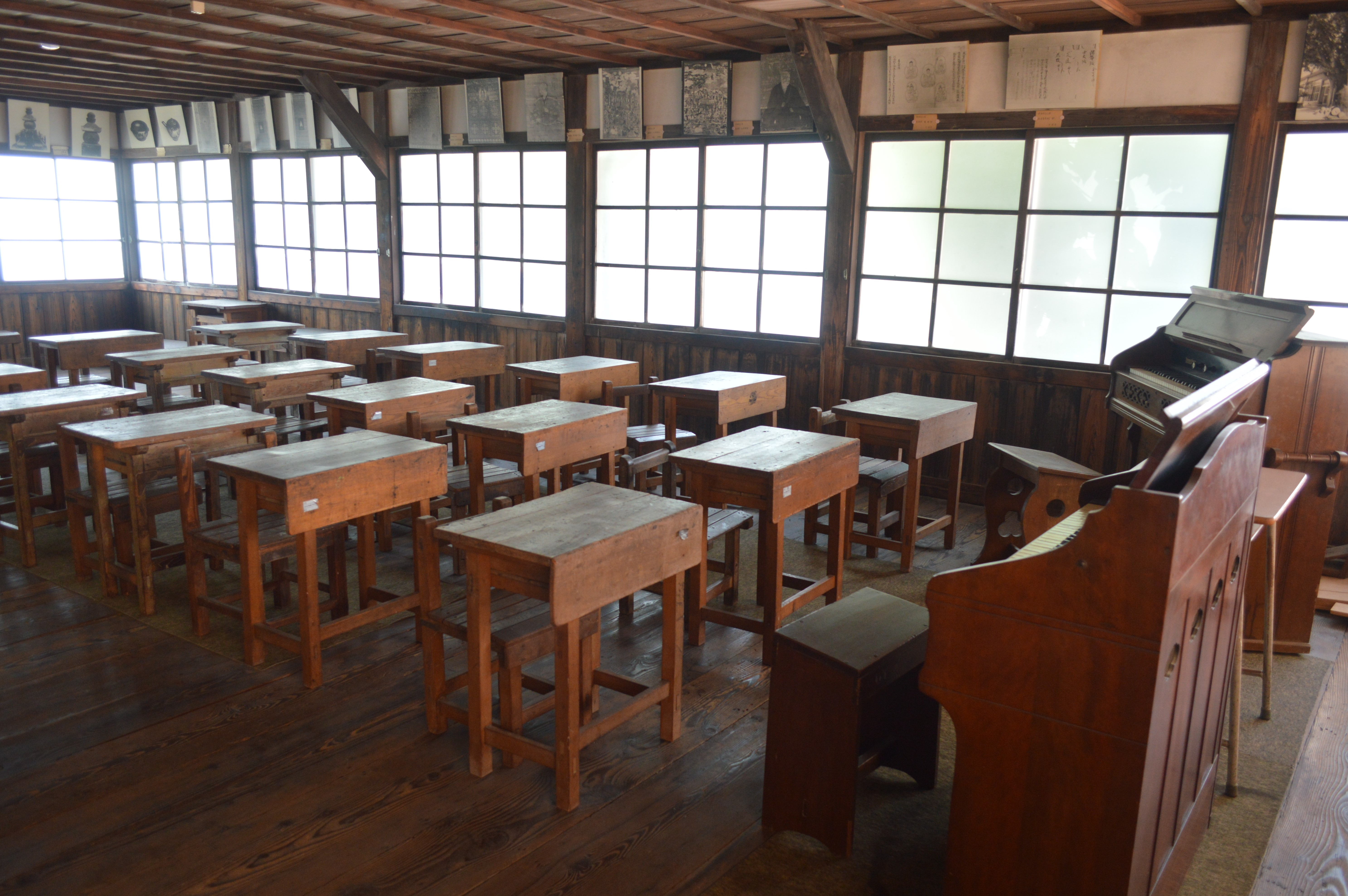
教室を再現した2階の部屋

### 外観
桁行6間半（11.08メートル）、梁間6間（11.84メートル）の総2階建て寄棟造の建物で、屋根は桟瓦葺である。正面中央に玄関車寄がついており、1階は吹き抜け、2階手摺で周囲を巡らせている。各階の窓台の下は下見板張であり、ペンキ塗りされている。2階の鴨居より上は漆喰塗仕上げとなっている。

### 内部
1階・2階ともに、床組は大引を梁行方向で柱に枘差し、厚板張り。1階には、中央に廊下が設けられている。吹き抜きの玄関車寄から入ったところは土間である。
廊下の左右は表側に室をつくり、裏側は左側に室、右側に階段と廊下を配する廊下のつき当りは引違いの戸口となる。2階は廊下をはさんで2室を配し、玄関車寄の上階へは両袖壁の間に開かれる両開戸がある。

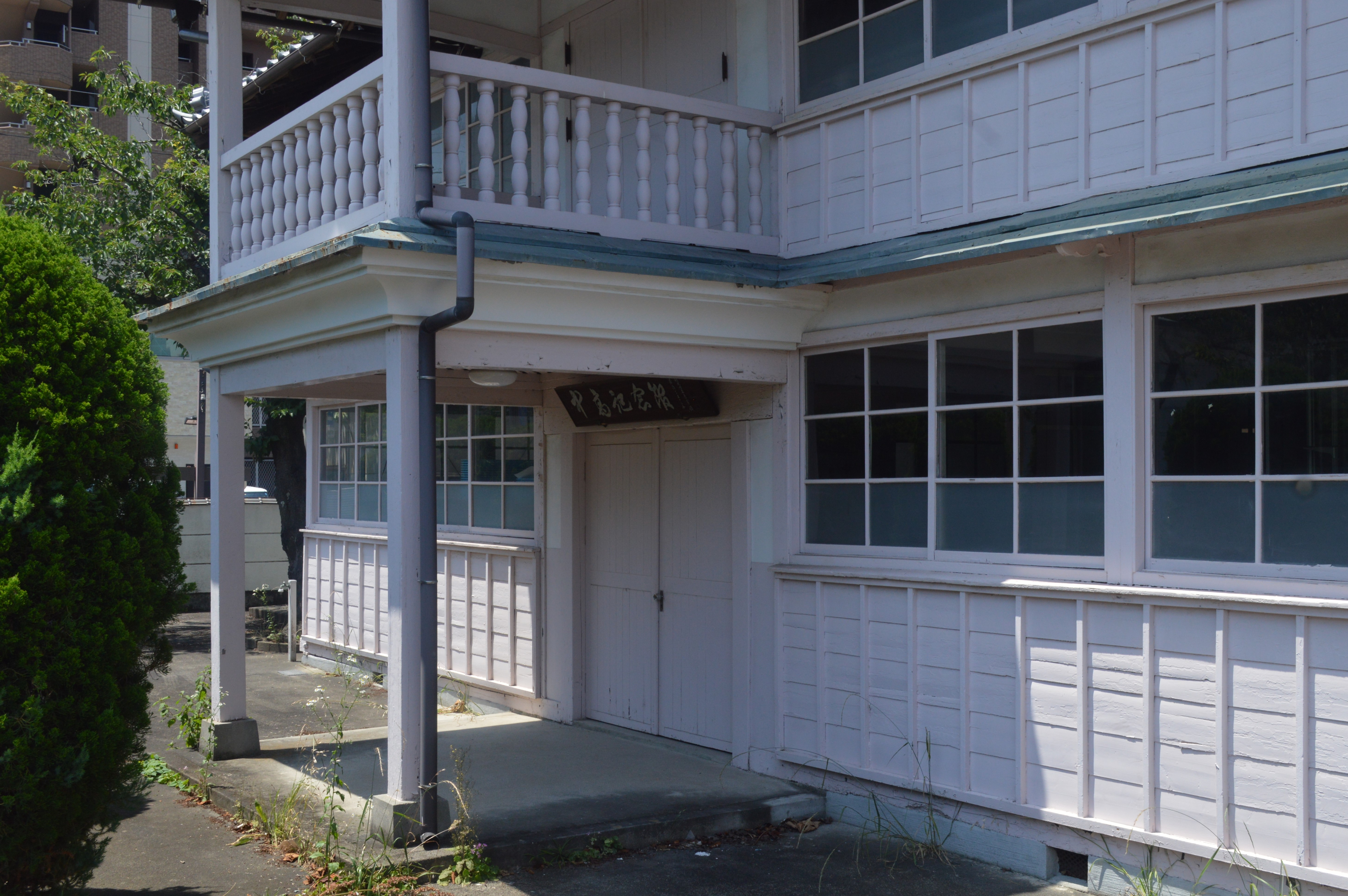
車寄せがある玄関
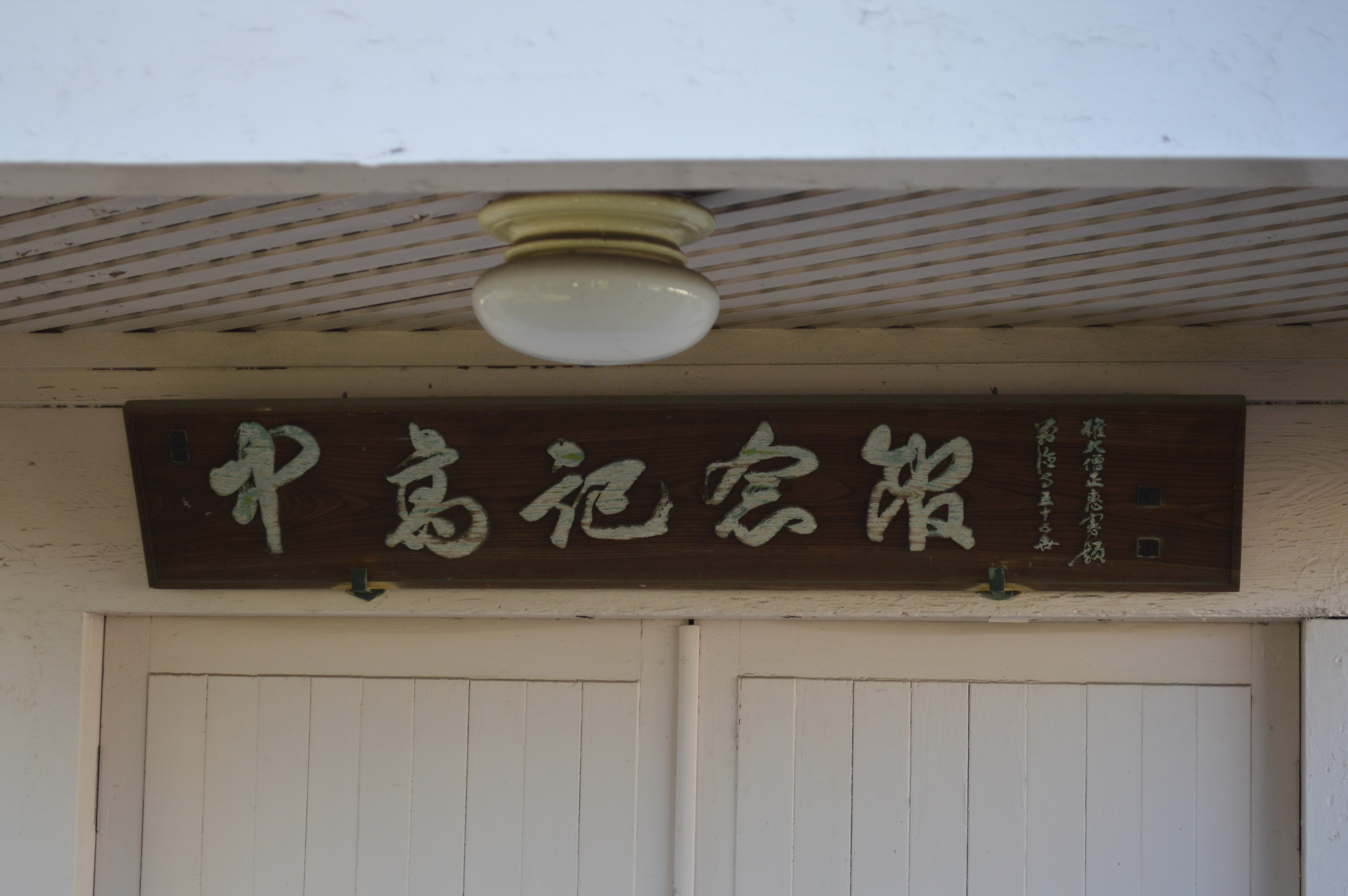
中高記念館の額
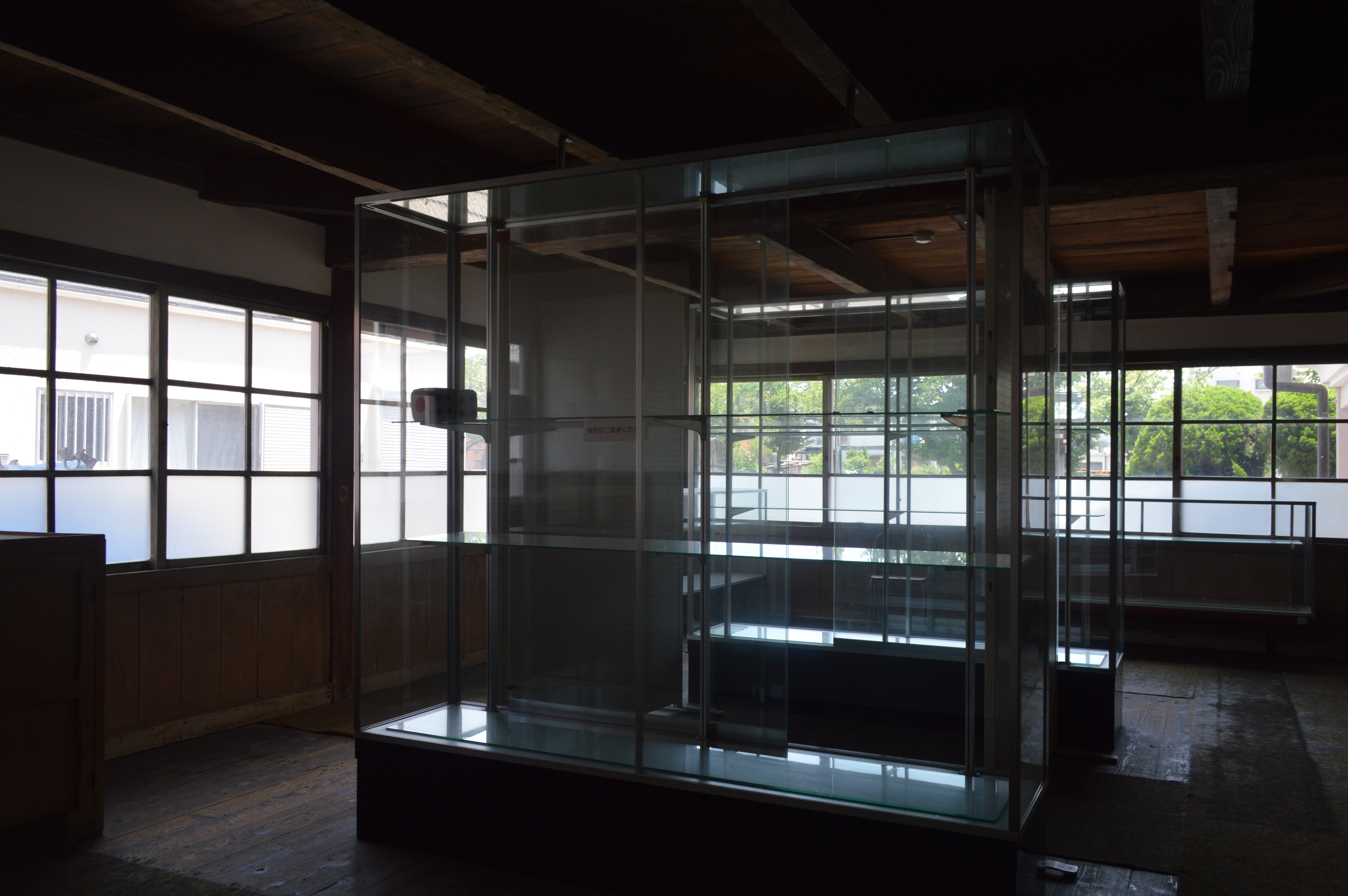
1階の展示室
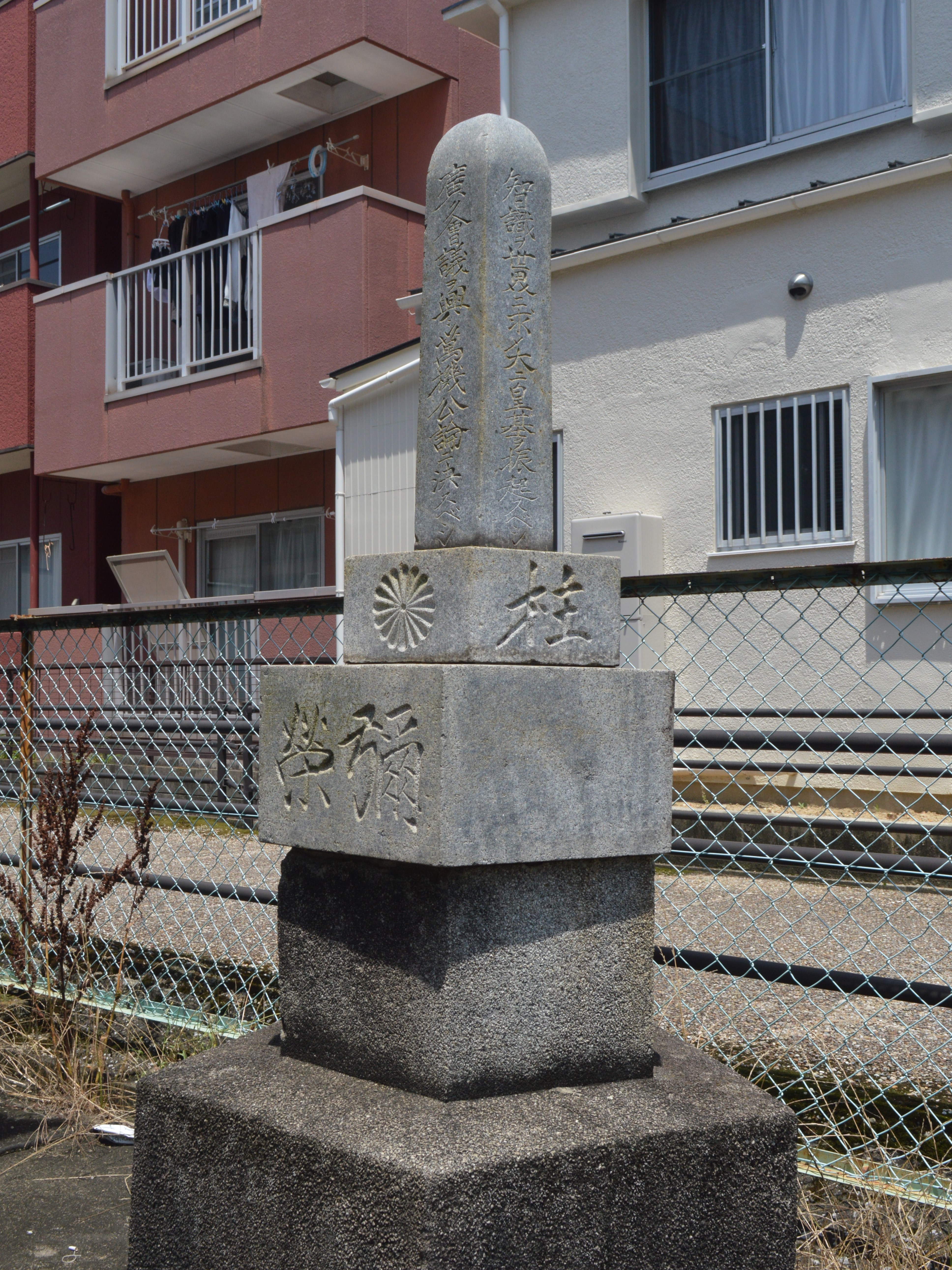
五箇条の御誓文の碑